# Аскольд Крушельницький
Аскольд Крушельницький — журналіст. Він народився в Лондоні; його українські батьки були біженцями внаслідок Другої світової війни. (Krushelnycky, 2006:14) Зараз він є іноземним кореспондентом Індепендент, Санді таймс і Чикаго Триб'юн.
У 2006 році Крушельницький опублікував книгу«Помаранчева революція: особиста подорож крізь українську історію», в якій коротко розглядається історія України та документується її Помаранчева революція та події, що передували їй.
Працював у Лондоні, Празі, Вашингтоні і Києві, пишучи для The Sunday Times, The Chicago Tribune, Foreign Policy, The National Review, Radio Free Europe/Radio Liberty, а також The Kyiv Post. Крушельницький багато писав про події з переднього краю війни, свідком яких був особисто. У 2024 він був серед небагатьох журналістів, які пройшли з українськими військами на територію Курської області. 